# Palmers Shipbuilding and Iron Company

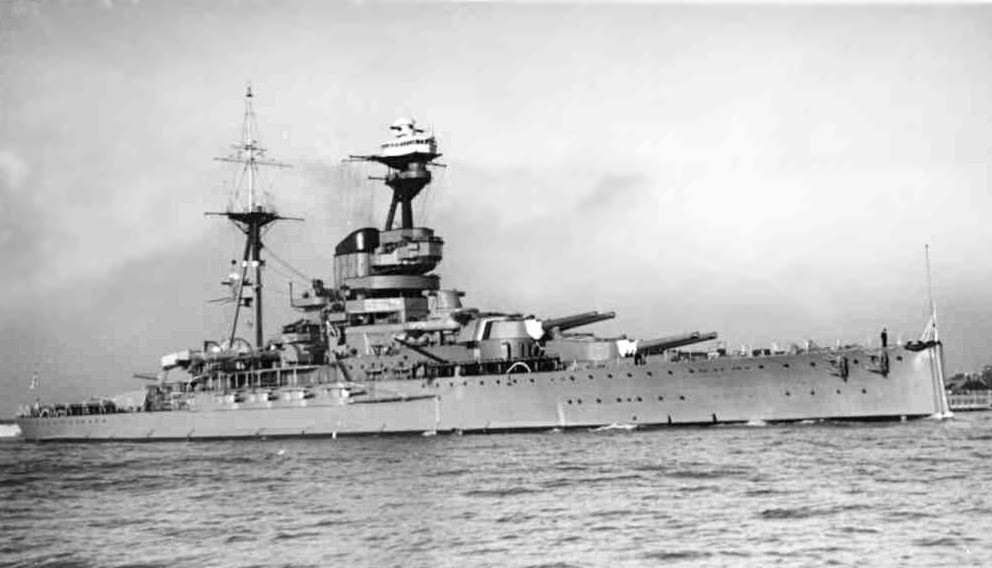
Британський лінійний корабель типу «Рівендж» HMS «Резолюшн» (09) Королівського військово-морського флоту Великої Британії, виробництва компанії Палмерз Шипбілдінг енд Айрон Кампані. 1915

Палмерз Шипбілдінг енд Айрон Кампані (англ. Palmers Shipbuilding and Iron Company) — британська суднобудівна компанія, яка розташовувалася у Джарроу в Північно-Східній Англії. Філії компанії розташовувалися також у Геббурні.

## Найвідоміші кораблі, побудовані компанією

### Лінійні кораблі
- HMS «Геркулес» (1910)
- HMS «Лорд Нельсон» (1906)
- HMS «Резолюшн» (1892)
- HMS «Резолюшн» (1909)
- HMS «Рівендж» (1892)
- HMS «Рассел» (1901)
- HMS «Вікторіос» (1895)

### Лінійні крейсери
- HMS «Квін Мері» (1912)

### Крейсери
- HMS «Донтлес»
- HMS «Йорк»

### Есмінці
- HMS «Дайана»
- HMS «Дюшес»
- HMS «Райнек»

### Монітори
- HMS «Горгон»

### Канонерські човни
- Канонерські човни типу «Медіна»